# Villimpenta
Villimpenta är en ort och kommun i provinsen Mantua i regionen Lombardiet i Italien. Kommunen hade 2 189 invånare (2018).